# Comptador d'aigua

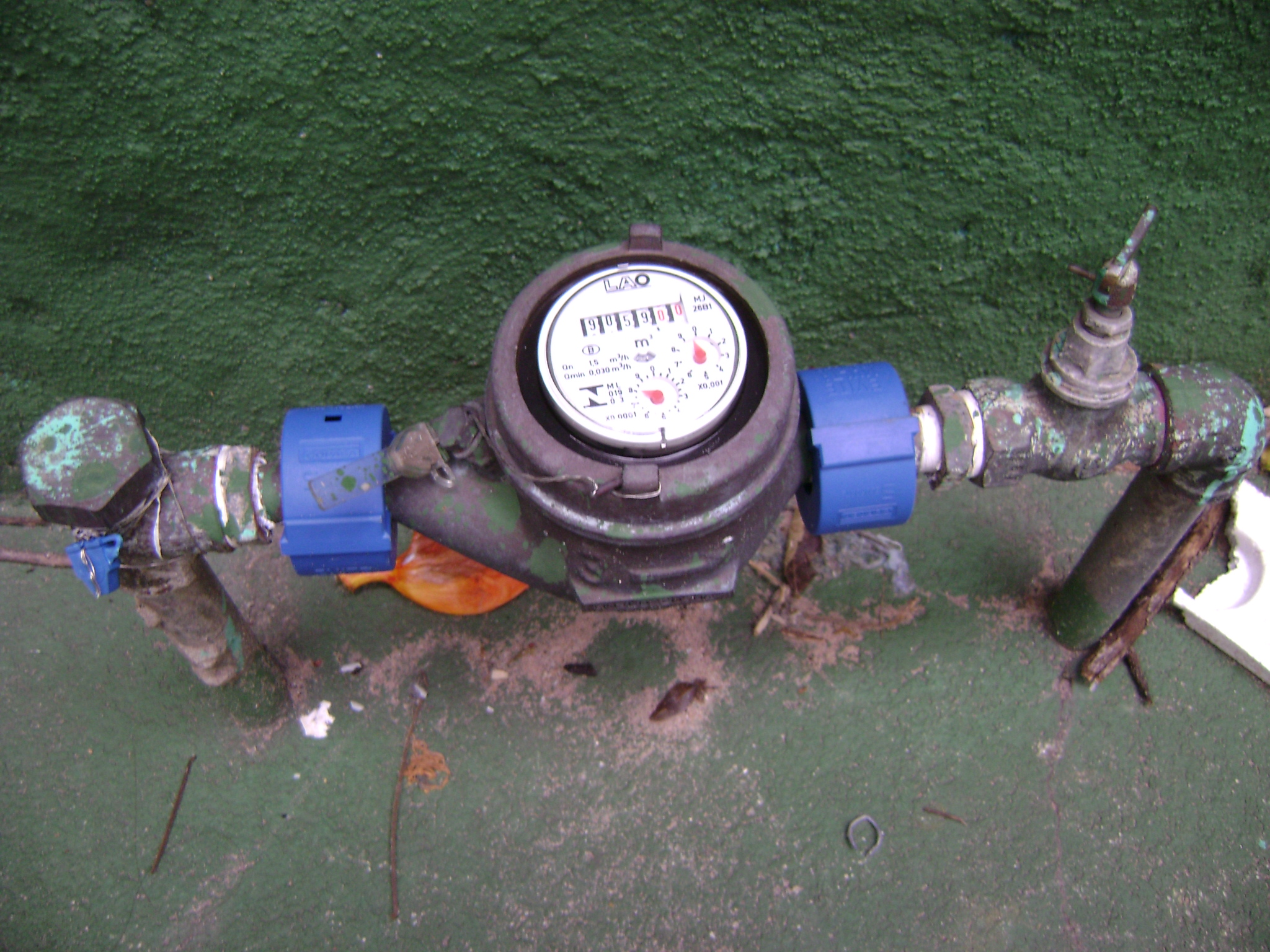
Comptador d'aigua.

Un comptador d'aigua o hidròmetre és un aparell que permet mesurar la quantitat d'aigua que passa a través d'ell. És utilitzat en les xarxes de distribució d'aigua per controlar els consums de les instal·lacions domèstiques i industrials i, d'aquesta manera, poder realitzar els cobraments pertinents als usuaris.

## Antecedents
La necessitat d'emprar-los en els aqüeductes es remunta a l'antiga Roma, ja que en aquesta metròpoli hi havia la necessitat de distribuir l'aigua als seus habitants. Com que, al principi, l'aigua es distribuïa de manera gratuïta, els pobladors no l'aprofitaven d'una manera eficient i l'aigua era malgastada, les autoritats van decidir cobrar el mateix import a tots els habitants pel seu ús. Ja a la fi del segle xix, a Anglaterra, es va observar que fer el mateix cobrament a tots els habitants era injust i poc equitatiu, així que van decidir desenvolupar un comptador d'aigua, amb el qual es comptabilitzés el consum d'aigua total i es realitzés el cobrament respectiu. Aquest sistema va servir al principi i durant un bon temps, fins que usuaris que no hi estaven d'acord violaven la seguretat del comptador i li introduïen tota classe d'objectes perquè s'alterés el mesurament. Per aquest motiu s'han desenvolupat una sèrie de comptadors antifrau i a més s'ha incorporat a la normativa legal de gairebé tots els països del món com a delicte l'alteració de qualsevol tipus de comptador.

## Tipus de comptadors
Els comptadors d'aigua es poden classificar en funció de la forma de comptar el cabal:

### Comptadors volumètrics
Són aparells que són capaços d'atrapar una determinada quantitat de volum fixada i traslladar-la a la sortida. Els dos tipus més habituals són els de pistó i els de discos rotatius. No són molt habituals perquè generen molta fricció en els fluxos, però són molt precisos. També se'ls anomena mesuradors de desplaçament positiu.

### Comptadors de la velocitat de l'aigua
Estimen la velocitat del flux i a partir d'aquesta calculen el cabal que hi circula. Són els més habituals, ja que són més barats, tenen una exactitud raonable i provoquen poques interferències en el flux. Tenen l'inconvenient obstruir o alterar-se en cas que existeixin sòlids en suspensió. Presenten els següents tipus:
- Comptadors de raig únic

Es componen d'una turbina en la qual incideix un únic raig. El nombre de voltes de la turbina acciona un mecanisme d'engranatges (o imants segons el model) que acciona un mecanisme que controla un indicador numèric en una pantalla on es visualitza el cabal consumit. Són els més habituals en habitatges i s'usen en diàmetres inferiors a 25 mm.
- Comptadors de raig múltiple

També es componen d'una turbina però l'aigua s'introdueix a partir de diversos forats que venen adreçats del doll d'entrada. Això es fa per tenir un comportament més estable i equilibrat, pel que tenen menys errors i duren més. Són més cars que els de raig únic pel que es prefereixen per a cabals majors, fins diàmetres de 50 mm.
- Comptadors Woltman

Es componen d'una turbina inserida a l'interior del conducte del fluid i amb un eix paral·lel al flux, que mitjançant imants acciona els engranatges que accionen el comptador. S'usen a partir de 15 metres cúbics per hora en diàmetres que van dels 50 fins als 300 mm.
- Comptadors tangencials

Només part de la turbina rep l'impacte de l'aigua. Tenen l'avantatge que no presenten problemes per sòlids en suspensió. No són molt exactes.
- Comptadors proporcionals

Hi ha comptadors que estimen el cabal total a partir d'un ramal secundari unit al flux principal i del que extreuen el cabal per després estimar el cabal del primari. Per fer això forcen el cabal del primari per una tovera especial perquè es donin certes condicions de flux. Són poc precisos i no són indicats per facturació d'aigua.

### Comptadors electromagnètics
Són tècnicament mesuradors de tipus velocitat amb la diferència que aprofiten les propietats electromagnètiques de la velocitat del flux de l'aigua, en comptes d'usar una turbina propulsada per un raig. Aquests comptadors usen el principi físic de la llei d'inducció de Faraday per a la mesura, i requereixen de corrent altern o contínu d'una línia elèctrica o una bateria per operar els electroimants. El funcionament consisteix en induir un camp electromagnètic en el conducte, i dos sensors mesuren la tensió elèctrica resultant que és proporcional a la velocitat del fluid Com que no disposen d'elements mecànics tenen l'avantatge de mesurar en qualsevol direcció i qualsevol tipus d'aigua, com les residuals. Tenen el desavantatge que no poden mesurar líquids no conductius com olis o aigua osmotitzada o molt pura. Si hi ha corrents paràsits poden alterar el recompte, motiu pel qual s'instal·len a terra o prenent mesures especials que impedeixin aquestes desviacions.

### Comptadors per ultrasons
Els comptadors per ultrasons per enviar ones ultrasòniques mitjançant el fluid per determinar la velocitat de l'aigua. Com la secció transversal del conducte en el cos del comptador està fixada i és un valor conegut, quan el mesurador calcula la velocitat del flux és capaç d'estimar el cabal amb una precisió molt alta. A causa que la densitat de l'aigua varia amb la temperatura, la majoria dels comptadors d'ultrasons també mesuren la temperatura per afinar el volum del cabal.
Hi ha dues tecnologies per mesurar per ultrasons:
- Els mesuradors per efecte Doppler.

Utilitzen aquest efecte per mesurar la velocitat d'aigua que passa a través del comptador.
- Els mesuradors de trànsit.

Mesuren el temps requerit pel senyal d'ultrasò entre dos o més punts fixats dins de l'aparell.
Els mesuradors ultrasònics poden ser de flux o acoblats al conducte (disseny de pinça). Els dissenys de flux són aquells en què l'aigua passa directament a través del comptador, i normalment es troba en aplicacions residencials o comercials. Els dissenys de pinça s'utilitzen generalment per a diàmetres més grans on els sensors estan muntats a l'exterior de les canonades, etc.
Tenen com a avantatge que a més d'una gran precisió, poc manteniment i tenir una gran vida útil en no tenir dispositius mecànics. Encara que són relativament recents tenen una àmplia acceptació en el mercat nord-americà i cada vegada més en l'europeu. El seu desavantatge segueix sent el preu, superior al dels mecànics, a més en cas de trobar bombolles d'aire o sòlids es produeixen interferències en el mesurament.